# Asura fulvimarginata
Asura fulvimarginata är en fjärilsart som beskrevs av George Francis Hampson 1904. Asura fulvimarginata ingår i släktet Asura och familjen björnspinnare. Inga underarter finns listade i Catalogue of Life.